# YOU 〜あなたがそばにいる幸せ〜
『YOU 〜あなたがそばにいる幸せ〜』（ユー あなたがそばにいるしあわせ）は、HOME MADE 家族の通算16枚目のシングル。

## 概要
- PVには木下優樹菜が出演している。木下がHOME MADE 家族のライブを見た際に楽屋を訪問したのを機に知り合い、この曲に木下がぴったりということでHOME MADE 家族が出演依頼をし出演が決まった。
- 初回生産限定盤には木下優樹奈、通常盤にはメンバーの写真が起用されている。
- 初回生産限定盤には「Come Back Home」のPVが収録されたDVDが封入されている。

## 収録曲
1. YOU 〜あなたがそばにいる幸せ〜
ドワンゴ「着うたフル」CMソング
2. FUN HOUSE feat.KAME (from KAME & L.N.K),TUT-1026,HOZE (from SMELLS GOOD)
3. CLAP!CLAP!